# Maurice Donnay
Maurice Donnay, född 12 oktober 1859 i Paris, död 31 mars 1945, var en fransk dramatiker.
Donnay var ursprungligen ingenjör men övergick till litteraturen och debuterade på kabarén Le chat noir med Phryné, grekiska scener (1891). På en större teaterscen framträdde han 1892 med en fri bearbetning av Aristofanes Lysistrate, som med Gabrielle Réjane i huvudrollen uppfördes på Grand Théâtre i Paris. Ett personligt genombrott betecknar hans mästerverk Amants (1895), där han redan med stor säkerhet rörde sig inom sitt specialgebit: erotiken i de högsta Pariskretsarna. Bland hans senare dramer kan nämnas La douloureuse (1897), L'autre danger (1902), komedin La bascule (1901), det sociala idédramat Le retour de Jérusalem (1904) samt versdramat Le ménage de Molière (1909). Donnay, som 1907 invaldes i Franska akademien, är en av den lätta dialogens mästare.